# Marianne Borgen
Marianne Borgen, född 1951, är en norsk politiker för Sosialistisk Venstreparti. Hon var borgmästare i Oslo från 2015 till 2023.
Efter valet 2015 valdes Marianne Borgen till borgmästare i Oslo i ett samarbete mellan Arbeiderpartiet, Miljøpartiet De Grønne och Sosialistisk Venstreparti. Tillsammans med Rødt hade partierna majoritet i kommunfullmäktige. Raymond Johansen från Arbeiderpartiet valdes till kommunalråd vid samma tillfälle.